# Vaunthompsonia media
Vaunthompsonia media är en kräftdjursart som beskrevs av John Todd Zimmer 1952. Vaunthompsonia media ingår i släktet Vaunthompsonia och familjen Bodotriidae. Inga underarter finns listade i Catalogue of Life.